# Chaetornis
Chaetornis is een geslacht van zangvogels uit de familie van de Locustellidae. De wetenschappelijke naam van het geslacht is voor het eerst geldig gepubliceerd in 1848 door Gray.

## Soorten
De volgende soort is bij het geslacht ingedeeld:
- Chaetornis striata (borstelzanger) (Jerdon, 1841)